# Kabinett Takeo Fukuda

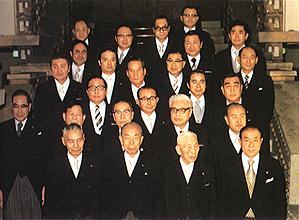
Gruppenfoto nach der Amtsübernahme des Kabinetts von Fukuda Takeo, 24. Dezember 1976

Das Kabinett Fukuda regierte Japan unter der Führung von Premierminister Fukuda Takeo vom 24. Dezember 1976 bis zu einer Kabinettsumbildung am 28. November 1977. Fukuda wurde am 24. Dezember 1976 vom Shūgiin, dem Unterhaus, mit 256 Stimmen zum Premierminister gewählt; sein Kabinett wurde noch am selben Tag vorgestellt und formal vom Tennō ernannt. Am 23. Dezember 1976 hatte er die Wahl zum Parteivorsitzenden ohne Gegenkandidaten gewonnen und löste somit Miki Takeo ab, der nach der Shūgiin-Wahl 1976 seinen Rücktritt erklärt hatte.
Dem Kabinett gehörten bei Amtsantritt einschließlich des Premierministers 19 Abgeordnete des Shūgiin, des Unterhauses, und zwei Abgeordnete des Sangiin, des Oberhauses, an. Gleichzeitig mit dem Beginn der Amtszeit der Staatsminister traten die stellvertretenden Kabinettssekretäre (Shiokawa Masajūrō, Dōshō Kunihiko), die stellvertretenden Leiter des Sōri-fu (Murata Keijirō, Akiyama Susumu), dem Amt des Premierministers, und der Leiter des Legislativbüros des Kabinetts (Sanada Hideo) ihre Ämter an.
| Amt | Name                                                                 | Kammer  | Fraktion | Faktion       |
| --- | -------------------------------------------------------------------- | ------- | -------- | ------------- |
| Premierminister | Fukuda Takeo                                                         | Shūgiin | LDP      | (Fukuda)      |
| Justizminister | Fukuda Hajime bis 4. Oktober 1977 Setoyama Mitsuo ab 5. Oktober 1977 | Shūgiin | LDP LDP  | Funada Fukuda |
| Außenminister | Hatoyama Iichirō                                                     | Sangiin | LDP      | —             |
| Finanzminister | Bō Hideo                                                             | Shūgiin | LDP      | Fukuda        |
| Bildungsminister | Kaifu Toshiki                                                        | Shūgiin | LDP      | Miki          |
| Gesundheits- und Sozialminister                                                                                                  | Watanabe Michio                                                      | Shūgiin | LDP      | Nakasone      |
| Minister für Landwirtschaft und Forsten                                                                                          | Suzuki Zenkō                                                         | Shūgiin | LDP      | Ōhira         |
| Minister für Internationalen Handel und Industrie                                                                                | Tanaka Tatsuo                                                        | Shūgiin | LDP      | Fukuda        |
| Verkehrsminister | Tamura Hajime                                                        | Shūgiin | LDP      | Tanaka        |
| Postminister | Komiyama Jūshirō                                                     | Shūgiin | LDP      | Tanaka        |
| Arbeitsminister | Ishida Hirohide                                                      | Shūgiin | LDP      | Miki          |
| Bauminister | Hasegawa Shirō                                                       | Shūgiin | LDP      | Shiina        |
| Innenminister Vorsitzender der Nationalen Kommission für Öffentliche Sicherheit Leiter der Behörde für die Entwicklung Hokkaidōs | Ogawa Heiji                                                          | Shūgiin | LDP      | Ōhira         |
| Chefkabinettssekretär | Sonoda Sunao                                                         | Shūgiin | LDP      | Fukuda        |
| Leiter des Amts des Premierministers Leiter der Behörde für die Entwicklung Okinawas                                             | Fujita Masaaki                                                       | Sangiin | LDP      | Ōhira         |
| Leiter der Behörde für Verwaltungsaufsicht                                                                                       | Nishimura Eiichi                                                     | Shūgiin | LDP      | Tanaka        |
| Leiter der Verteidigungsbehörde                                                                                                  | Mihara Asao                                                          | Shūgiin | LDP      | Mizuta        |
| Leiter des Wirtschaftsplanungsamts                                                                                               | Kuranari Tadashi                                                     | Shūgiin | LDP      | Nakasone      |
| Leiter der Behörde für Wissenschaft und Technologie                                                                              | Uno Sōsuke                                                           | Shūgiin | LDP      | Nakasone      |
| Leiter der Umweltbehörde | Ishihara Shintarō                                                    | Shūgiin | LDP      | —             |
| Leiter der Behörde für Staatsland                                                                                                | Tazawa Kichirō                                                       | Shūgiin | LDP      | Ōhira         |

Anmerkung: Der Parteivorsitzende und Premierminister gehört während seiner Amtszeit offiziell keiner Faktion an.

## Rücktritt
- Justizminister Fukuda trat nach dem Dakka-jiken („Dhaka-Zwischenfall“), der Entführung von JAL-Flug 472 durch die Japanische Rote Armee, bei der die Regierung zur Auslösung der Geiseln Lösegeld bezahlt und Gefangene freigelassen hatte, am 4. Oktober 1977 zurück.